# Surviving Mars
Surviving Mars è un videogioco gestionale sviluppato dall'azienda bulgara Haemimont Games e pubblicato dalla Paradox Interactive per Microsoft Windows, macOS, Linux, PlayStation 4 e Xbox One il 15 marzo 2018. Il giocatore è incaricato di costruire una colonia su Marte e assicurarsi la sopravvivenza dei coloni.

## Modalità di gioco
Come gestionale ambientato su Marte, il gioco è modellato in base a dati reali su Marte. Il giocatore è incaricato di produrre risorse, costruire cupole e altri edifici e gestire la popolazione della colonia marziana, i quali hanno bisogno di ossigeno, acqua, rifugio e cibo. Il gioco possiede anche delle storie chiamate misteri, che aggiungono vari eventi alla colonia, tra cui epidemie, guerre, corporazioni rivali, rivolte dell'IA, alieni e altri eventi. I siti d'atterraggio (ovvero le posizioni iniziali nella colonia) possiedono vari depositi di risorse, tra cui cemento e metalli rari, che possono essere riportati sulla Terra per ottenere fondi in cambio; essi sono anche soggetti a disastri naturali, come tempeste di meteore e ondate gelide che incrementano la difficoltà.

## Accoglienza
| Testata                          | Versione | Giudizio |
| -------------------------------- | -------- | -------- |
| Metacritic (media al 30-01-2020) | PC       | 76/100   |
| Metacritic (media al 30-01-2020) | PS4      | 73/100   |
| Metacritic (media al 30-01-2020) | XONE     | 76/100   |
| PC Gamer                         | PC       | 80%      |
| IGN                              | PC       | 78/100   |

Il gioco ha ricevuto un'accoglienza favorevole stando alle recensioni presenti su Metacritic, con un punteggio di 80% su PC Gamer, e uno di 78/100 su IGN.

## Curiosità
- Cities: Skylines, altro gioco pubblicato anch'esso dalla Paradox Interactive, ha avuto un DLC gratuito basato su Surviving Mars.[8]